# Pentacalia chimborazensis
Pentacalia chimborazensis là một loài thực vật có hoa trong họ Cúc. Loài này được Sklenář mô tả khoa học đầu tiên năm 2001.